# Qumranet
Qumranet — израильская компания, бывший разработчик и основной спонсор гипервизора KVM и протокола SPICE.
Основана в 2005 году, получила известность после включения KVM в состав ядра Linux, определённое внимание привлекла также платформа виртуализации Solid ICE.
4 сентября 2008 года поглощена корпорацией Red Hat за $107 млн.
Ключевые сотрудники:
- Бенни Шнайдер — сооснователь, генеральный директор;
- Рами Тамир — сооснователь, президент;
- Моше Бар[англ.] — сооснователь, технический директор;
- Гиора Ярон[англ.] — сооснователь и председатель правления[6];
- Шмиль Леви (из Sequoia Capital);
- Ваб Гёль (из Norwest Venture Partners).